# 塞伦-德尔格拉帕
塞伦-德尔格拉帕（義大利語：Seren del Grappa），是意大利威尼托大区贝卢诺省的一个市镇。总面积62平方公里，人口2646人，人口密度42.7人/平方公里（2009年）。国家统计（ISTAT）代码为025055。